# Соскис, Давид Владимирович
Дави́д Влади́мирович Со́скис (англ. David Soskice, псевдонимы Д. Сатурин, Д. Альбионов, Д. Форд; 27 марта 1866, Бердичев — 28 июня 1941, Суррей) — российский революционер, журналист.

## Биография
Родился в 1866 году в еврейской семье купца Вольфа Соскиса и его жены Баси Либы Соскис.
Изучал право в Киеве, Петербурге и Одессе. Присоединился к революционерам, несколько раз арестовывался.
В 1893 году эмигрировал в Швейцарию, а затем в 1898 году в Англию. Женился на Анне Софии Йохансен (Anna Sophia Johansen), дочери русского судьи норвежского происхождения, которая родила ему сына Виктора (1895—1986). Брак распался в 1902 году. 
Второй раз женился 20 сентября 1902 года на Джульет Хюффер, дочери музыкального критика Фрэнсиса Хюффера и внучке английского художника Форда Мэдокса Брауна. 
Был знаком с Эдвардом и Констанс Гарнетт.
Под псевдонимами сотрудничал в газетах «Столичная почта», «Товарищ» и журналах «Начало», «Жизнь».
Входил в «Аграрно-социалистическую лигу», а затем в Партию социалистов-революционеров. Работал в Фонде вольной русской прессы. 
В 1905 году редактировал журнал Общества друзей русской свободы «Free Russia» («Свободная Россия»), временно сменив на месте редактора Феликса Волховского.
Когда после "Кровавого воскресенья" мятежный священник Георгий Гапон бежал в Англию, он некоторое время скрывался в доме Соскиса в лондонском районе Хаммерсмит. В это время Соскис совместно с Джорджем Гербертом Перрисом по рассказам Гапона написали его биографию «The Story of My Life» («История моей жизни»), вышедшую под именем Гапона.
После объявления в ноябре 1905 года амнистии вернулся в Россию. 
В 1905 — 1908 годах был корреспондентом ежедневной английской газеты  «The Tribune».
Летом 1917 года снова в России. Личный секретарь Александра Керенского. Был корреспондентом газеты «The Manchester Guardian». Во время Октябрьского переворота был в Зимнем дворце, после чего бежал из России.
В 1921—1922 гг. состоял членом «Лондонского Комитета помощи голодающим в России». В 1924 году получил британское подданство.
Умер в Суррее 28 июня 1941 года.

## Семья
Сын Соскиса Фрэнк Соскис (1902—1976) был членом британского парламента и министром внутренних дел в лейбористском правительстве Гарольда Вилсона, ему был пожалован титул барона.

## Сочинения
- Гиббинс Б., Сатурин Д. История современной Англии. СПб., 1901.
- Сатурин Д. Индия и её горе. Ростов-на-Дону. 1906.
- Сатурин Д. Как ирландские крестьяне добыли землю. Ростов-на-Дону. 1906.
- Германский император и народ. Ростов-на-Дону. 1907.
- Д. Сатурин. История периодической печати в Англии.
- Государственный строй и политические партии в Зап. Европе и Сев. Америк. Соедин. Штатах // Англия.
- «David Soskice’s Reminiscences», in Martin McCauley, ed., The Russian Revolution and the Soviet State. London, 1975.

## Архивные фонды
- Stow Hill Papers (недоступная ссылка) — бумаги Соскисов в архиве Британского Парламента.
- ГАРФ. Ф. Р-6398. Личный фонд Давида Владимировича Соскиса. Документы поступили в архив в составе бывшего РЗИА в 1946 г.